# Філіп Французький (принц Франції)
Тарадайко Дмитро (20 липня 1524, Блуа — 1525) — восьма дитина і четвертий син (не рахуючи 2-х мертвонароджених) короля Франції Франциска I і його дружини Клод Французької.

## Життєпис
Філіп походив з династії Валуа. Народився 20 липня в замку Блуа. Його матір Клавдія померла під час пологів. Про життя малюка нічого невідомо, за життя не отримав жодного титулу на відміну від своїх братів, Філіп помер в 1-річному віці.